# Джордж Кейсі
Джордж Вільям Кейсі молодший (англ. George William Casey, Jr.; нар. 22 липня 1948, Вінчестер, Массачусетс) — американський воєначальник, генерал армії США (2008), 36-й начальник штабу армії (2007—2011) та 30-й заступник начальника штабу Армії США. Командувач об'єднаних Багатонаціональних сил в Іраку. Учасник миротворчих операцій у Боснії та Герцеговині.
Джордж Кейсі народився в Японії в родині професійного військового, генерал-майора Джорджа Кейсі старшого, який загинув 7 липня 1970 року у В'єтнамі, командуючи 1-ю кавалерійською дивізією.
Молодший Джордж Кейсі здобув вищу освіту з присвоєнням ступеня бакалавра наук у галузі міжнародних відносин у Джорджтаунському університеті в 1970 році, ступінь магістра з міжнародних відносин у Денверському університеті в 1980 році.
Військову освіту здобув на курсах Корпусу підготовки офіцерів резерву США (ROTC) в 1970 році за фахом офіцер механізованих військ. Командував 3-ю бригадою 1-ї кавалерійської дивізії, пізніше помічник командира 1-ї бронетанкової дивізії в Німеччині. З липня 1996 по серпень 1997 року брав участь в операції «Спільні зусилля» в Боснії і Герцеговині. У липні 1999 року Кейсі очолив командування 1-ї бронетанкової дивізії.
У липні 2001 року, по завершенню командування дивізією, генерал Кейсі продовжив службу на посаді директора Бойового управління Міжвидового Командування ЗС США в Пентагоні. Згодом, генерал-лейтенант Кейсі з січня 2003 року по жовтень 2003 року Директор Об'єднаного комітету начальників штабів. З жовтня 2003 по червень 2004 — 30-й заступник начальника штабу армії.
З червня 2004 по 8 лютого 2007 року генерал Кейсі командувач багатонаціональних коаліційних сил в Іраку. З 10 квітня 2007 року — 36-й начальник штабу армії.
10 квітня 2011 року генерал Кейсі здав повноваження начальника штабу сухопутних військ США генералу М.Демпсі і незабаром пішов у відставку.